# Relations entre le Bangladesh et le Koweït
Les relations entre le Bangladesh et le Koweït sont les relations bilatérales de la république populaire du Bangladesh et de l'État du Koweit.

## Histoire
L'émir du Koweït Sabah Al-Salim Al-Sabah a visité le Bangladesh en 1974. Le Bangladesh a une ambassade résidente au Koweït. En 1991, après l'invasion du Koweït par l'Irak, le Bangladesh a envoyé des soldats dans le cadre de l'opération Bouclier du désert menée par les Nations unies pour protéger l'Arabie saoudite. Le Bangladesh a également participé à la première guerre du Golfe dans le cadre de la coalition internationale. L'armée du Bangladesh a perdu 59 soldats dans la guerre et dans les opérations de déminage après la guerre. En 2016, 728 soldats bangladeshis sont morts et 152 autres ont été blessés en nettoyant les mines terrestres laissées par les forces irakiennes pendant la guerre du Golfe dans le cadre de l'opération « Reconstruction du Koweït »,. En mars 2016, les deux nations ont signé un traité permettant aux détenteurs de passeports diplomatiques de chaque pays de voyager sans visa d'entrée. L'ONG koweïtienne Revival of Islamic Heritage Society a été interdite au Bangladesh pour avoir financé le terrorisme. Mohammad Shahid Islam (en), membre du Parlement du Bangladesh, a été détenu au Koweït sur la base d'allégations de trafic d'êtres humains. S.M. Abul Kalam est l'ambassadeur du Bangladesh au Koweït.

## Relations économiques
En 2000, on estimait à deux millions le nombre de travailleurs migrants bangladais au Koweït. En 2006, le Koweït a interdit l'importation de travailleurs bangladais en raison de prétendues malversations dans le recrutement par des agences de recrutement privées bangladaises. En juillet 2008, 2 000 travailleurs bangladais ont protesté contre les conditions de vie et les bas salaires qui étaient de 18 dinars koweïtiens par mois. Certains des travailleurs ont été arrêtés pour ces manifestations, mais le ministère du travail du Koweït a accepté d'augmenter les salaires à quarante dinars koweïtiens,.
En février 2015, le Koweït a de nouveau autorisé l'entrée de travailleurs bangladais après une interdiction de sept ans ; cette mesure a été prise après que l'Inde a imposé une nouvelle restriction à la migration de travailleurs indiens au Koweït. Le nombre total de travailleurs migrants bangladais a été réduit à 190 000 pour 2014. En 2016, le nombre de travailleurs migrants est passé à 200 000. En mai 2016, le gouvernement du Koweït a accepté d'aider le gouvernement du Bangladesh à établir une raffinerie de pétrole au Bangladesh.